# Lehnerite
La lehnerite (simbolo IMA: Lh) è un minerale molto raro del gruppo della meta-autunite appartenente alla famiglia dei "fosfati, arseniati e vanadati" con formula chimica Mn[UO2/PO4]2 • 8(H2O). Da un punto di vista chimico è un è un fosfato di uranio idrato contenente manganese.

## Etimologia e storia
Due minerali sono stati chiamati lehnerite: il primo era un minerale chiamato così da F. Müllbauer (1925), ma successivamente fu dimostrato essere identico alla ludlamite.
Il minerale che ora porta il nome lehnerite fu chiamato così da A. Mücke (1988) per un nuovo minerale dalla pegmatite di Hagendorf, Germania. Gli è stato dato questo nome in onore di Ferdinand Lehner (15 febbraio 1868 - 4 dicembre 1943), collezionista di minerali tedesco, di Pleystein (Baviera, Germania). Fu uno dei primi collezionisti di minerali di Hagendorf.

## Classificazione
Dato che il minerale è stato scoperto nel 1988 e riconosciuto come tale poco dopo, non è elencato nell'ottava edizione della sistematica dei minerali di Strunz (obsoleta dal 1977).
La 9ª edizione della sistematica dei minerali di Strunz, valida dal 2001 e aggiornata dall'Associazione Mineralogica Internazionale (IMA) fino al 2024, classifica la metanováčekite nella sottoclasse "8.E Fosfati e arsenati di uranile"; questa è ulteriormente suddivisa in base al rapporto tra il complesso uranile (UO2) e il complesso fosfato, arseniato o vanadato (RO4), in modo che il minerale possa essere trovato nella suddivisione "8.EB UO2:RO4 = 1:1" in base alla sua composizione, dove forma il "gruppo dell'autunite" con il sistema nº 8.EB.10 insieme ai minerali bassetite, meta-autunite, metaheinrichite, metakahlerite, metakirchheimerite, metanováčekite, metasaléeite, metatorbernite, metazeunerite, metauramphite, przhevalskite, metalodèvite, metanatroautunite, metauranocircite e metauranospinite.
Anche la classificazione dei minerali secondo Dana, che viene utilizzata principalmente nel mondo anglosassone, classifica la lehnerite nella classe dei "fosfati, arseniati e vanadati" e lì nella sottoclasse dei "fosfati idrati, ecc., con A2+(B2+)2(XO4) • x(H2O), con (UO2)2+". Qui si trova nel gruppo senza nome con il numero di sistema 40.02a.16 insieme alla bassetite.

## Abito cristallino
La lehnerite cristallizza nel sistema monoclino nel gruppo spaziale P21n con i parametri di reticolo a = 7,04 Å, b = 17,16 Å e c = 6,95 Å e con 2 unità di formula per cella unitaria.

## Proprietà
La lehnerite naturale presenta una durezza Mohs tra 2 e 3, mentre il minerale sintetico raggiunge una durezza Mohs tra 3 e 4 e non presenta fluorescenza.
Il minerale è solubile in acido cloridrico (HCl).
Il minerale è debolmente radioattivo a causa del suo contenuto di uranio. Tenendo conto della serie di decadimento naturale o dei prodotti di decadimento esistenti, l'attività specifica è data essere di 91,72 kBq/g (per confronto, il potassio naturale ha un'attività specifica di 31,2 Bq/g).

## Origine e giacitura
La lehnerite viene trovata associata a zwieselite e rockbridgeite.
Il minerale è molto raro, ed è stato trovato solo nella sua località tipo in Germania nel Circondario di Neustadt an der Waldnaab a Waidhaus.